# La Motte-Picquet (fregata)
La nave La Motte-Picquet (D645) è una fregata antosommergibile tipo F70 della Classe Georges Leygues della Marine Nationale francese. Questa è la quarta nave francese a portare il nome dell'ammiraglio del diciottesimo secolo conte Toussaint-Guillaume Picquet de la Motte.

## Servizio
Nel gennaio 2012 era in servizio nel Golfo Persico.
Il 22 agosto 2007 la nave prese in custodia il cargo danese Danica White che era stato catturato dai pirati il 3 giugno.